# 奥苏城堡
奥苏城堡（英語：Osu Castle），或译为克里斯蒂安堡、给里斯的巴尔（英語：Fort Christiansborg），是一座位于西非国家加纳奥苏的城堡，濒临几内亚湾。
该防御工事由丹麥-挪威修筑于1661年，历经葡萄牙帝国、瑞典帝国、丹麦、阿夸穆王国及大英帝国的统治，城堡也曾长期为英属黄金海岸总督府驻地；1960年，又成为加纳总统府，直到2013年，加纳总统府才迁入新建造的旗杆府（今金禧宫）。
因见证了欧洲国家在西非的殖民统治及大西洋奴隶贸易，奥苏城堡于1979年与数座位于沃尔特和大阿克拉中西部地区的要塞、城堡一同被列入联合国教科文组织世界遗产名录，延续至今。

## 历史
在15世纪就有葡萄牙人登陆黄金海岸，并在当地建立殖民地、筑造堡垒，日后葡萄牙人因为不敌其他欧洲列强而放弃葡属黄金海岸，当地曾先后由瑞典、荷兰及丹麥-挪威等国所统治；而城堡则主要用于黄金、象牙交易。:18-21
在丹麥-挪威的丹麥非洲公司来到黄金海岸后，位在腓特烈堡的丹麥殖民者向当地酋长买下来奥苏一带的土地，并於1661年修築城堡，并以丹麦国王克里斯蒂安四世的名字将其命名为克里斯蒂安堡，1679年，丹麦总督被暗杀后，城堡一度为葡萄牙人占领，并改名为圣弗朗西斯科·柴威尔堡（葡萄牙語：São Francisco Xavier）。但因为经费不足又于1683年将其归还给丹麦；1685年，克里斯蒂安堡代替腓特烈堡成为丹属黄金海岸的首府，也充当了该国大西洋奴隶贸易的据点，在17世纪90年代城堡还一度由当地土著的阿夸穆王国占有，但于1694年再次由丹麦人占领。:22卡尔·恩戈曼（丹麥語：Carl Engmann）还在18世纪中叶为城堡设计了巴洛克式的蓄水池建筑；此时，堡垒内除了殖民者办公的房间、餐厅外，还有用作卫兵宿舍及仓库的房间、以及关押黑奴的地牢等设施。因奴隶贸易的繁荣昌盛，加之与丹麦本土的克隆堡一样濒临大海，当时的克里斯蒂安堡甚至在丹麦有“热带赫爾辛格”之美称。:110-117
1850年，丹麦向大英帝国出售丹属黄金海岸，城堡由英属黄金海岸接管，1862年，城堡一度因地震而毁坏；:116经修复后，英国殖民政府在1976年首次将其作为总督府使用，但在1890年又被舍弃，先后转设为警察食堂及精神病院。1902年，城堡再度成为英属黄金海岸总督府驻地。
加纳于1957年脱离大英帝国独立后，奥苏城堡曾为总督府、总统府，并由重兵把守。约翰·阿吉耶库姆·库福尔成为加纳总统后，曾表示奥苏城堡不应被用作总统府，并着手建造新总统府旗杆府（今金禧宫）。但直到其继任者约翰·德拉马尼·马哈马任内的2013年，加纳总统府才迁入新建造的旗杆府。